# 近江八景 (落語)
近江八景（おうみはっけい）は、古典落語の演目の一つ。

## 概要
原話は、1781年（安永10年）に出版された笑話本『民話新繁』の一編「鞜の懸」。上方落語の演目として成立し、東京へは4代目春風亭柳枝が持ち込んだ。
主な演者に、上方の橘ノ圓都、東京の6代目三遊亭圓生らが知られる。

## あらすじ
ある男（東京では八五郎など）が、「訊きたいことがある」と言いながら、友人（東京では半公こと建具屋の半次など）の家に思いつめた様子で飛び込む。男は「遊廓（上方では松島遊廓、東京では吉原遊廓）の遊女・紅梅（こうばい。東京では「三浦屋の月の輪花魁」など名が変わる場合がある）と『年季が明ければ（＝契約期間が満了すれば）夫婦になる』と口約束をしたが、本当の気持ちが気になって仕方がない」と話す。友人は、「同じ店で別の女に聞いたが、あの女には、別に夫婦約束を交わした男がいる。俺もその男を見たが、容貌がよく、男も惚れるようないい男だった。お前の顔では相手にならない」と無情に告げる。怒った男は、「街へ出て、そこで店を出している易者に、占いで女の本心を見立ててもらおう」と提案し、街へ繰り出す（すでに街へ出ていて、ふと見かけた易者に話しかける演じ方もある）。
男の相談を聞いた易者は算木と筮竹を動かし、「本卦（ほんか）は沢火革（たっかかく）と出た。火が、新たな燃えるものを求め、勢いよく燃え盛るという、よい卦（け）だ」と告げるので、男は喜ぶ。「いや、待て。四爻（しこう＝六十四卦を構成するうち、下から4番目の爻）に変爻（へんこう）があり、水火既済（すいかきせい）と出ている。この卦自体はよいのだが、つまり照らし合わせると、女が来るには来るが、スキを見て、別の男のもとへ逃げられてしまう、ということが出ている。結局はあきらめた方がよいだろう」
男は納得がいかず、「あんたは八卦見（はっけみ＝易を見る占い師）なら、八景（はっけい）も見られるだろう。女からもらった文（ふみ＝手紙）があるから、これを読んでもう一度占ってくれ」と言って、易者に、近江八景が読み込まれた女の手紙を手渡す。易者は手紙を音読する。
「恋しき君の面影を しばしがほどは見いもせで 文の矢橋の通い路や 心かたたの雁ならで われから先に夜の雨 濡れて乾かぬ比良の雪 瀬田の夕べと打ち解けて かたき心は石山の 月も隠るる恋の闇 会わずに暮らすわが思い 不憫と察しあるならば また来る春に近江路や 八（や）つの景色にたわむれて 書き送りまいらせ候 かしく」
男は「どうだ、女は本気で俺に惚れているだろう」と胸を張る。しかし易者は、「この文から判断をすると、女が顔に『比良の暮雪（ぼせつ）』ほどお白粉を付けているのを、お前は一目『三井寺』（みいでら＝『三井の晩鐘』のように遠くから見ている）より、わがものにせんとこころみて、心は『矢橋』に（＝矢のように）はやるゆえ、『滋賀唐崎の夜雨（やう）』と（＝のように）濡れかかっても、先の女が『石山の秋の月』（秋＝あき＝飽きている）。文の便りも『かたたより』（片便り＝手紙のやりとりが一方通行になっている と堅田をかけている）、気がソワソワと『浮御堂』。根がドウラクカン（＝道楽と『堅田の落雁』をかけている）の強い女だから、どうせセタイ（瀬田と世帯をかけている）は持ちかねる。これは『粟津の晴嵐』（＝会わず）がよかろう」と、近江八景づくしで男をいさめる。
男は落胆し、その場を立ち去ろうとする。易者が押しとどめ、「待ちなさい、帰るなら見料（けんりょう＝占いの料金）を置いていきなさい」ととがめると、男は、
「何を言っている。近江八景に膳所（ぜぜ）はない」（＝硬貨の幼児語「ゼゼ」とかけている）